# Hymenopus coronatus

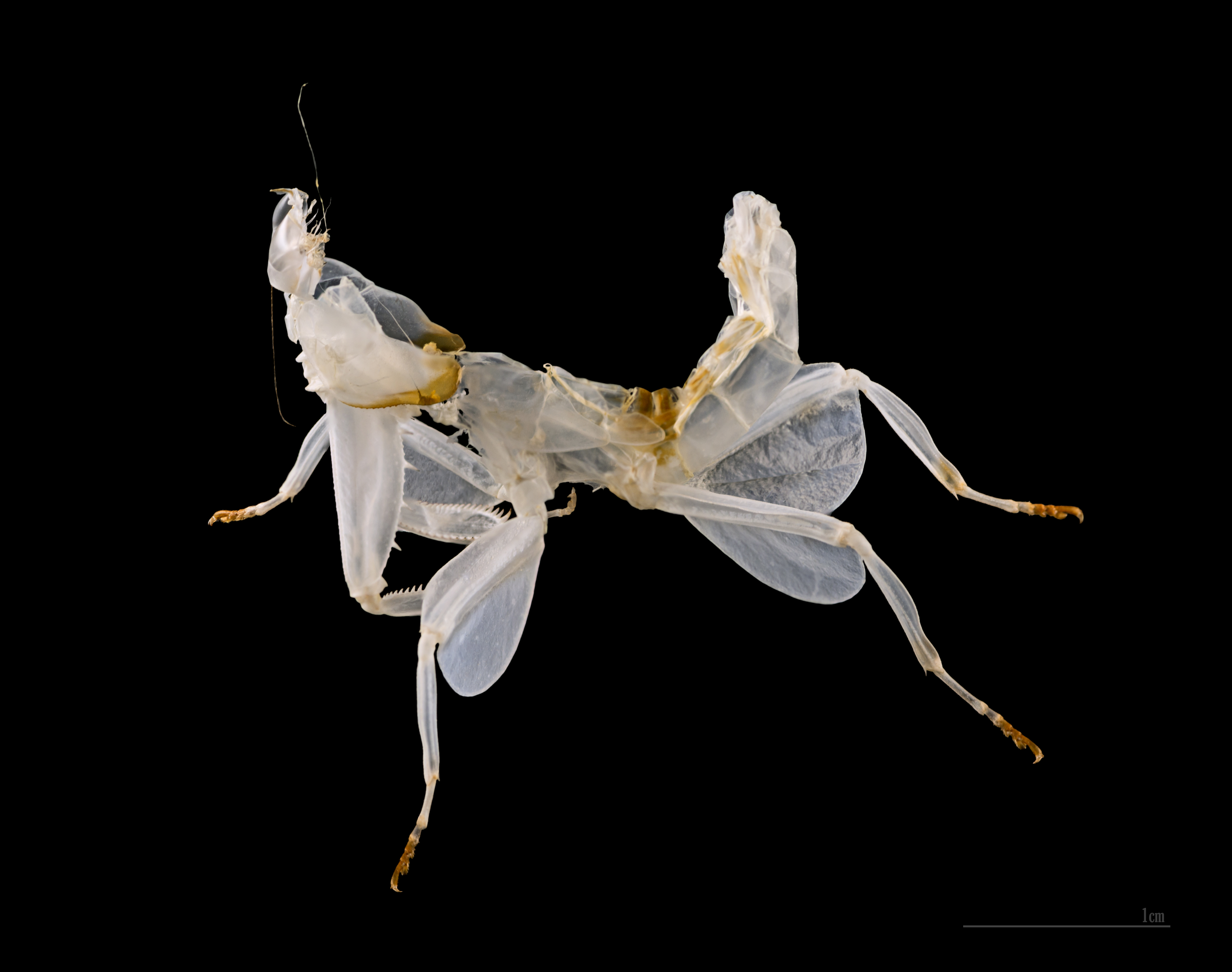
Hymenopus coronatus - Exuvium

Hymenopus coronatus är en bönsyrseart som beskrevs av Olivier 1792. Hymenopus coronatus ingår i släktet Hymenopus och familjen Hymenopodidae. Inga underarter finns listade i Catalogue of Life.
Arten har breda ben som liknar orkidéernas kronblad. Att skilja den från blomman är problematisk. Hymenopus coronatus sitter på blomman och väntar på sina byten som är bin eller flugor.
Denna bönsyrsa förekommer i Indonesien.

## Bildgalleri

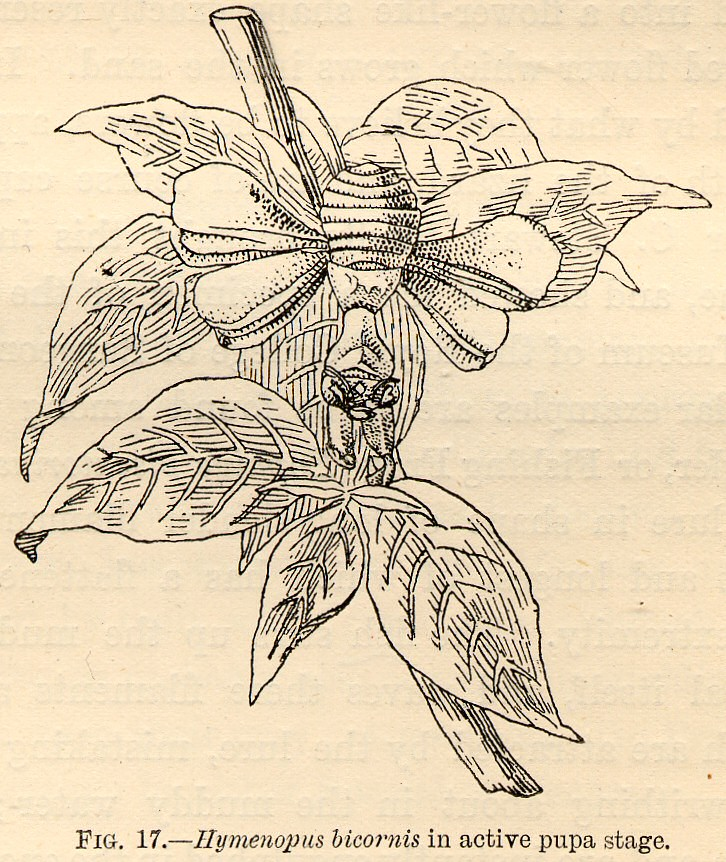